# Le due orfanelle (film 1965)
Le due orfanelle è un film del 1965 diretto da Riccardo Freda.

## Trama
Due giovanette rimaste orfane si recano a Parigi dove ben presto vengono separate. Una delle due, Louise, è cieca e cade nelle mani di una mendicante che comincia a sfruttarla, mandandola a chiedere l'elemosina per le vie della città. Henriette che ha perso Louise a causa di un tentativo di rapimento di cui è rimasta vittima, è stata salvata in extremis dall'intervento di un giovane cavaliere, Roger de Vaudrey. Aiutata da Roger, Henriette cerca di rintracciare la sorella.